# 君よ!俺で変われ!
「君よ!俺で変われ!」（きみよ おれでかわれ）は、筋肉少女帯の8枚目のシングル。1993年5月21日にトイズファクトリーより発売。

## 収録曲
- 全曲、作詞:大槻ケンヂ　作曲:本城聡章, 筋肉少女帯　編曲:筋肉少女帯

1. 君よ!俺で変われ!
  - キリン清涼飲料水「ポストウォーター」CMソング
  - CMには筋肉少女帯のメンバー全員が登場し、歌詞を「君よ!ポストウォーターで変われ!」に変更した音源が使用された[1]。
2. ゴーゴー蟲娘
  - ベース担当の内田雄一郎は、「レコーディングで“1弦ベースと格闘”したが、結局アルバム（『UFOと恋人』）から漏れてしまって哀しい」と語っている[2]。
  - シングルベスト『筋少の大水銀』に収録された。
3. 君よ!俺で変われ! （Instrumental Version）